# Dynamine pytheus
Dynamine pytheus är en fjärilsart som beskrevs av Otto Staudinger 1886. Dynamine pytheus ingår i släktet Dynamine och familjen praktfjärilar. Inga underarter finns listade i Catalogue of Life.